# Отог-Ци
Отог (кит. упр. 鄂托克旗, пиньинь Ètuōkè Qí) — хошун городского округа Ордос автономного района Внутренняя Монголия (КНР).

## История
Когда в результате маньчжурского завоевания Китая Ордос был в 1649 году разделён на 6 хошунов, эти земли оказались в составе хошуна Ордос-Юичжунци (鄂尔多斯右翼中旗), впоследствии переименованного в Отог.
В 1914 году из провинции Шаньси был выделен Особый административный район Суйюань (绥远特别行政区), и хошун вошёл в его состав. В 1928 году Особый административный район Суйюань был преобразован в провинцию Суйюань.
В декабре 1949 года хошун из непосредственного подчинения правительству провинции Суйюань перешёл в подчинение новообразованному аймаку Их-Джу. В 1954 году провинция Суйюань была расформирована, и аймак перешёл в состав автономного района Внутренняя Монголия. В 1980 году южная часть хошуна Отог была выделена в отдельный хошун Отог-Цяньци.
30 апреля 2001 года аймак Их-Джу был преобразован в городской округ Ордос.

## Административное деление
Хошун делится на 4 посёлка и 2 сомона.

## Экономика
Развиты молочное и мясное животноводство, производство гидропонной травы.